# Camponotus compositor
Camponotus compositor é uma espécie de inseto do gênero Camponotus, pertencente à família Formicidae.